# Грюнберг, Джоанна
Джоанна Грюнберг (англ. Joanna Gruenberg; род. 1957, Стокгольм, Швеция) — британская пианистка. Дочь скрипача Эриха Грюнберга.
Ученица Фанни Уотермен, Луиса Кентнера и Петера Франкла. В 1978 году дебютировала с Королевским филармоническим оркестром. Выступала как концертмейстер вместе с собственным отцом и с Руджеро Риччи — с последним записала альбом произведений Генрика Венявского (1981, перевыпущен на CD, 2000), получивший высокую оценку журнала Gramophone.